# 1820
Évszázadok: 18. század – 19. század – 20. század
Évtizedek: 1770-es évek – 1780-as évek – 1790-es évek – 1800-as évek – 1810-es évek – 1820-as évek – 1830-as évek – 1840-es évek – 1850-es évek – 1860-as évek – 1870-es évek
Évek: 1815 – 1816 – 1817 – 1818 –  1819 – 1820 – 1821 – 1822 – 1823 – 1824 – 1825

## Események
- március 3. – A Missouri-kompromisszum keretében a rabszolgatartó Missourit és a rabszolgamentes Maine-t új szövetségi államként felveszik az Amerikai Egyesült Államokba.
- május 16. – Rudnay Sándor prímás Nagyszombatról visszahelyezi az érsekség központját Esztergomba.
- november 18. – Nathaniel B. Palmer felfedezi az utolsó kontinenst, az Antarktiszt.

## Az év témái

### 1820 a tudományban
- november 15-én megjelenik Katona József Bánk bánjának első könyvkiadása

## Születések
- január 21. – Hunfalvy János a magyar tudományos földrajz megalapítója a Magyar Földrajzi Társaság első elnöke († 1888)
- február 13. – Jakab Elek történész, művelődéstörténész, levéltáros, jogász, akadémikus († 1897)
- február 29. – Dudás Endre városi tisztviselő († 1888)
- március 19. – Szabó Imre honvédtiszt, hadügyi államtitkár († 1865)
- március 20. – Driquet Péter honvéd alezredes († 1872)
- március 28. – Hertelendy Kálmán, Zala vármegye főispánja († 1875)
- április 7. – Klapka György honvéd tábornok († 1892)
- április 13. – Csutak Kálmán 1848–1849-es honvéd ezredes († 1896)
- április 15. – Galambos Márton állatorvos, orvos, honvédorvos († 1872)
- április 16. – Dobay József honvéd ezredes († 1898)
- április 20. – Pálffy Albert ügyvéd, lapszerkesztő, író, politikus, az MTA tagja († 1897)
- április 27. – Herbert Spencer angol filozófus († 1903)
- május 3. – Blasy Ede magyar hegymászó, kereskedő és közbirtokos († 1888)
- június 26. – Berzenczey László politikus, utazó († 1884)
- július 5. – William John Macquorn Rankine skót mérnök, fizikus († 1872)
- augusztus 17. – Noszlopy Gáspár honvéd őrnagy, kormánybiztos, az 1848–49-es szabadságharcot követő függetlenségi szervezkedések egyik vezetője és vértanúja († 1853)
- szeptember 11. – Szontagh Pál, Nógrád megyei földnirtokos, a főrendiház tagja, Madách Imre közeli barátja († 1904)
- október 20. – Kazinczy Lajos honvéd ezredes, aradi vértanú († 1849)
- október 23. – Szelmár István, magyarországi szlovén író († 1877)
- november 20. – Ábrányi Emil, földbirtokos, miniszteri titkár és kormánybiztos († 1850)
- november 22. – Nemeskéri Kiss Miklós 48-as honvéd ezredes, emigráns politikus († 1902)
- november 28. – Friedrich Engels német filozófus, a Kommunista kiáltvány társszerzője († 1895)
- december 3. – Zabolai Mikes Kelemen honvéd ezredes († 1849)

## Halálozások
- január 28. – Pálóczi Horváth Ádám, költő, író (* 1760)
- január 29. – III. György, brit király (* 1738)
- február 14. – Károly Ferdinánd, francia királyi herceg (* 1778)
- április 20. – Johann Martin Fischer, osztrák szobrász (* 1740)
- június 9. – Wilhelmine von Lichtenau, II. Frigyes Vilmos porosz király szeretője (* 1752)
- augusztus 11. – Lavotta János, zeneszerző, hegedűművész (* 1764)
- augusztus 13. – Wranich Antal, horvát író, műfordító (* 1764)
- augusztus 31. – Ungvárnémeti Tóth László, költő (* 1788)
- szeptember 14. – François Joseph Lefebvre, Danzig hercege, francia marsall (* 1755)
- szeptember 23. – François Christophe Kellermann, a napóleoni háborúk hadvezére, Franciaország marsallja, Valmy hercege (* 1735)
- október 15. – Karl Philipp zu Schwarzenberg, osztrák herceg, császári-királyi tábornagy, a népek csatájában a Napóleon elleni koalíciós haderő főparancsnoka (* 1771)
- november 16. – Jean-Lambert Tallien, francia forradalmár, részt vett a thermidori fordulat előkészítésében és végrehajtásában (* 1767)
- december 13. - gróf Széchényi Ferenc, magyar államférfi, a Nemzeti Múzeum és a Nemzeti Könyvtár alapítója (* 1754)
- december 26. – Joseph Fouché, francia politikus, jakobinus nemzetgyűlési képviselő, a direktórium, a konzulátus, a napóleoni császárság és a restaurált Bourbon királyság alatt rendőrminiszter (* 1759)
- december 27. – Tessedik Sámuel, evangélikus lelkész, pedagógus, pedagógiai és gazdasági szakíró (* 1742)